# Общее кладбище Сантьяго
Общее кладбище Сантьяго (исп. Cementerio General de Santiago) — кладбище в столице Чили Сантьяго. Является одним из крупнейших кладбищ в Латинской Америке. По оценкам, на его территории в 85 гектаров погребено около 2 миллионов человек. Основано в 1820 году.
Кладбище является местом последнего упокоения всех (за исключением Габриэля Гонсалеса, Бернардо О’Хиггинса и Августо Пиночета) умерших президентов Чили. Среди самых посещаемых надгробий — могила президента Сальвадора Альенде, который был первоначально похоронен в 1973 году на кладбище Санта-Инес в Винья-дель-Мар. Однако в 1990 годах его прах торжественно перенесён на Общее кладбище.

## Известные погребённые
- Сальвадор Альенде (1908—1973), президент Чили
- Патрисио Эйлвин (1918—2016), президент Чили
- Хорхе Алессандри (1896—1986), президент Чили
- Артуро Алессандри (1868—1950), президент Чили
- Карлос Ибаньес (1877—1960), президент Чили
- Виктор Хара (1932—1973), поэт, исполнитель народных песен
- Эрих Хонеккер (1912—1994), Генеральный секретарь ЦК СЕПГ, председатель Госсовета ГДР
- Орландо Летельер (1932—1976), государственный деятель
- Карлос Пратс (1915—1974), генерал, государственный деятель
- Эрман Бради (1919—2011), генерал, соратник Аугусто Пиночета
- Эдуардо Фрей (1911—1982), президент Чили
- Виолета Парра (1917—1967), народная певица, поэтесса, художница
- Мигель Энрикес Эспиноса (1944—1974), генеральный секретарь Революционного левого движения
- Мануэль Родригес (1785—1818), национальный герой Чили
- Игнацы Домейко (1802—1889), учёный